# Peumerit-Quintin
Peumerit-Quintin é uma comuna francesa na região administrativa da Bretanha, no departamento Côtes-d'Armor. Estende-se por uma área de 14,73 km². Em 2010 a comuna tinha 175 habitantes (densidade: 11,9 hab./km²).